# Шарлін Страттон
Шарлін Страттон (англ. Sharleen Stratton, 9 жовтня 1987) — австралійська плавчиня і стрибунка у воду.
Учасниця Олімпійських Ігор 2008, 2012 років.
Призерка Чемпіонату світу з водних видів спорту 2007, 2011 років.
Переможниця Ігор Співдружності 2006, 2010 років.